# Magic∞world
「Magic∞world」（マジック・ワールド）是黑崎真音的第一張單曲。2010年11月24日由日本Geneon環球娛樂有限責任公司發售。

## 概要
- 歌手黑崎真音的主要歌曲。
- 「Magic∞world」是電視動畫《魔法禁書目錄II》的片尾曲，而「ANSWER」是PSP遊戲《魔法禁書目錄》中的主題曲。
- 分成初回限定盤與通常盤兩款，前者附錄「Magic∞world」的PVDVD。內容則是挑戰茵蒂克絲和初春飾利等人的Cosplay。

## 收錄曲
1. Magic∞world [4:05]
作詞：黑崎真音、作曲・編曲：井内舞子
2. ANSWER [5:09]
作詞：黑崎真音、作曲・編曲：井内舞子
3. Magic∞world（Instrumental）
4. ANSWER（Instrumental）

## DVD
- 初回限定盤附錄。

1. Magic∞world（PV）

## 結合
| 曲名        | 結合                                                              |
| ----------- | ----------------------------------------------------------------- |
| Magic∞world | AT-X與全國獨立UHF放送協議會電視動畫《魔法禁書目錄II》第一首片尾曲 |
| ANSWER      | PSP版遊戲《魔法禁書目錄》主題曲                                   |